# Макрусев, Виктор Владимирович
Ви́ктор Влади́мирович Ма́крусев (род. 1953) — российский физик-теоретик, доктор физико-математических наук, Почётный работник высшего профессионального образования Российской Федерации.
Автор и соавтор учебников для высшей школы по системному анализу и теории управления социально-экономическими системами. Основатель научной школы «Системный анализ в таможенном деле».

## Биография
В 1979 году окончил Военную орденов Ленина, Октябрьской Революции и Суворова академию им. Ф. Э. Дзержинского по специальности «электронно-вычислительная техника», присвоена квалификация «военный инженер по электронике». С 1979 г. по 1995 г. занимал научные должности в 4-м Научно-исследовательском институте Ракетных войск стратегического назначения Военной академии им. Ф. Э. Дзержинского, в том числе должность начальника отдела программно-технических средств информационной системы специального назначения.
В 1980—1986 гг. совместно с Беланом А. М., Крыловым Н. И. и Кальченко С. Б. были разработаны и запатентованы устройства для мультипрограммирования:
«Устройство приоритета» (свидетельство № 997766444466, 1980 год);
«Устройство для обслуживания групп запросов» (свидетельство № 1070551, 1984 год);
«Устройство для последовательного выделения единиц из двоичного кода» (свидетельство № 1049910, 1986 год).
Изобретения относятся к электронно-вычислительной технике и используются в микропрограммных устройствах управления.
С 1996 года по 2000 год возглавлял научно-исследовательскую лабораторию «Научно-прикладных методов таможенного дела» научно-исследовательского центра Российской таможенной академии, организовывал и руководил проектами в области разработки теоретико-методологических основ и научно-прикладных методов повышения эффективности управления деятельностью таможенных органов, а также научно-методического сопровождения задач оперативного управления деятельностью таможенных органов и перспективного планирования таможенной деятельности.
В 1994 году в рамках проекта Российского фонда фундаментальных исследований проводил научные исследования в области когнитивной технологии и целостно-эволюционного подхода по направлениям:
интеллектуализация глобальных информационно-вычислительных систем: основы, концепция, проблемы";
когнитивные процессы эволюционирующих;
когнитивная динамика: базовые понятия, основные задачи, схемы решения систем;
когнитивно-продуктивная метатехнология: конструктивное описание.
В 1998 году под научным консультированием доктора физико-математических наук, профессора ИРЭ РАН Инессой Леонидовной Букатовой защитил диссертацию на соискание ученой степени доктора физико-математических наук на тему «Целостно-эволюционная автоматизация научных, проектных и экспериментальных исследований интеллектуальных информационно-вычислительных систем».
В.В.Макрусев. «Целостно-эволюционная интеллектуализация и проблемы социальной информатики»:

Интенсивное развитие процессов автоматизации общества, растущие потребности в автоматизации исследований сложных объектов, процессов и явлений, в расширении возможностей средств вычислительной техники и активизации человека, как элемента ИВС, обусловливают необходимость и актуальность развития методов и средств автоматизации исследований, учитывающих отмеченные особенности.д

С 1994 года является членом-корреспондентом Международной Академии информатизации, с 2004 года — действительным членом Академии проблем качества.
С 1995 года специализируется на изучении особенностей функционирования и развития системы государственного управления, в частности системы управления таможенными органами.
С 2011 года является экспертом Рособрнадзора по лицензионному контролю и государственному контролю (надзору) за соблюдением требований законодательства Российской Федерации в сфере защиты детей от информации, причиняющей вред их здоровью и (или) развитию, к используемой в образовательном процессе информационной продукции.
С 2016 года является профессором кафедры управления Российской таможенной академии.
Двоюродный брат историка А. Н. Боханова.

## Основные научные работы
1. Макрусев В. В. Таможенный менеджмент: учебник / В. В. Макрусев, А. Е. Суглобов. М.: ИТК Дашков и К, 2017.
2. Макрусев В. В. Маркетинг таможенных услуг: учебник / Проспект. М., 2017.
3. Любкина Е. О., Макрусев В. В. Маркетинг и мониторинг в решении проблемы сервисно-ориентированного таможенного администрирования // В сборнике: Приоритетные научные направления: от теории к практике Сборник материалов XLI Международной научно-практической конференции. Под общей редакцией С. С. Чернова. 2017. С. 120—124.
4. Макрусев В. В., Юсупова С. Я., Любкина Е. О. Управление таможенным делом: алгоритм, постановка и формализация задач // Российское предпринимательство. 2017. Т. 18. № 4. С. 685—692.
5. Юсупова С. Я., Макрусев В. В., Бойкова М. В. Инновация в системе контроллинга // Управление экономическими системами: электронный научный журнал. 2017. № 2 (96). С. 13.
6. Макрусев В. В., Юсупова С. Я., Любкина Е. О. Теоретические задачи таможенного менеджмента // Потенциал современной науки. 2017. № 1 (27). С. 93-98.
7. Карамышева Е. И., Макрусев В. В. КЛЮЧЕВЫЕ НАПРАВЛЕНИЯ РЕАЛИЗАЦИИ КОНЦЕПЦИИ СЕРВИСНО — ОРИЕНТИРОВАННОГО ТАМОЖЕННОГО АДМИНИСТРИРОВАНИЯ // Управление экономическими системами: электронный научный журнал. 2017. № 3 (97). С. 23.
8. Юсупова С. Я., Макрусев В. В. КОНТРОЛЛИНГ В СИСТЕМЕ МЕЖДУНАРОДНЫХ ЭКОНОМИЧЕСКИХ ОТНОШЕНИЙ // Управление экономическими системами: электронный научный журнал. 2017. № 5 (99). С. 9.
9. Макрусев В. В. АКТУАЛЬНЫЕ АСПЕКТЫ РЕАЛИЗАЦИИ КОНЦЕПЦИИ СЕРВИСНО-ОРИЕНТИРОВАННОГО ТАМОЖЕННОГО АДМИНИСТРИРОВАНИЯ // Таможенное дело. 2017. № 2. С. 13-17.
10. Макрусев В. В. ОСОБЕННОСТИ ФОРМИРОВАНИЯ И НАПРАВЛЕНИЯ РЕАЛИЗАЦИИ КОНЦЕПЦИИ СЕРВИСНО-ОРИЕНТИРОВАННОГО ТАМОЖЕННОГО АДМИНИСТРИРОВАНИЯ // Таможенное дело и внешнеэкономическая деятельность компаний. 2017. № 2 (3). С. 121—136.
11. Макрусев В. В. Парадигма моделирования социально-экономических систем в условиях глобализации в мировую экономику // Вопросы экономики и управления. 2017. № 1 (8). С. 128—134.
12. Юсупова С. Я., Макрусев В. В., Поздеева С. Н. Управленческий учёт в системе контроллинга \\ Управление экономическими системами: электронный научный журнал. 2016. № 12 (94). С. 16.
13. Макрусев В. В. Сервисная парадигма развития института таможенного администрирования: проблемный аспект / В. В. Макрусев // Научная дискуссия: вопросы экономики и управления: сб. ст. по материалам LVI Международной научно-практической конференции «Научная дискуссия: вопросы экономики и управления». — № 11(55). — М., Изд. «Интернаука», 2016. — С. 5-21.
14. Макрусев В. В. Инновационные направления развития системы управления государственными таможенными услугами // Экономика, педагогика и право. 2016. Т. 4. С. 1.
15. Макрусев В. В., Месяц В. А. Алгоритм деятельности начальника таможенного поста на операционном уровне // Сборник материалов научно-практической конференции факультета таможенного дела. Российская таможенная академия, Факультет таможенного дела; Редакционная коллегия: И. В. Сергеев, Т. М. Воротынцева, П. П. Веселова. 2016. С. 30-35.
16. Макрусев В. В. Факторы и идеи инновационного развития сферы таможенного дела на принципах содействия внешнеэкономической деятельности // Материалы XI Международной научно-практической конференции (29 сентября 2015 г.) «Фундаментальные и прикладные исследования в современном мире». 2015. (том 2). с.33-38.
17. Макрусев В. В. Системные исследования и управление внешнеэкономической и таможенной деятельностью на основе единой модели // Proceedings of materials the international scientific conference Czech Republic, Karlovy Vary — Russia, Moscow, 30-31 August 2015. с.193-201.
18. Макрусев В. В. Таможенный менеджмент: учебник . — М., Берлин: Директ-Медиа, 2015.
19. Макрусев В. В. Системный анализ в таможенном деле: учебник . — М., Берлин: Директ-Медиа, 2015.
20. Макрусев В. В. Теоретические положения и задачи системного анализа в таможенном деле // Научно-практический журнал «Заметки учёного». 2015. № 2. С.88-93.
21. Макрусев В. В. Механизм «единого окна» как основа развития института таможенного администрирования // Вестник Российской таможенной академии. 2015. № 2 (31). С. 130—136.
22. Макрусев В. В. Трансформация института таможенного администрирования в систему таможенных услуг: задача и особенности её решения // Вестник Университета (Государственный университет управления). 2015. № 1. С. 231—237.
23. Макрусев В. В. Развитие таможенного института как системы таможенных услуг // Вестник Московского государственного областного университета. Серия: Экономика. 2015. № 1. С. 36-43.
24. Андреев А. Ф., Макрусев В. В. Аналитическое обеспечение принятия управленческих решений в таможенных органах Российской Федерации: монография / Российская таможенная академия. Москва, 2014.
25. Макрусев В. В. Таможенный менеджмент: учебник / ИЦ «Интермедия». СПб., 2014.
26. Макрусев В. В. «Анализ существующего состояния управления государственными таможенными услугами»// Сборник научных работ IX Международной научно-практической конференции «Современные концепции научных исследований». 2014. № 9. с. 34-36.
27. D.Zerkin, V.Makrusev, V.Boikova, E.Gayko «The concept of adaptive situational management of the customs business in Russia in terms of strategic change»/ The Global Economic Crisis and the Future of European Integration".2013. с.377-381.
28. V.Makrusev, D.Zerkin, V.Boikova, L.Velikova «Customs management as a theory of customs business administration in Russia»/ The Global Economic Crisis and the Future of European Integration".2013. с.371-376.
29. Макрусев В. В., Богоева Е. М. Коллективные методы и технологии в управлении таможенным делом: монография / Российская таможенная академия. Москва, 2013.
30. Макрусев В. В., Любкина Е. О. Управление компетентностным потенциалом должностных лиц таможенных органов: монография / Российская таможенная академия. Москва, 2013.
31. Макрусев В. В., Волков В. Ф., Дмитриева О. А. Методы принятия управленческих решений: учебное пособие / под общ. ред. В. В. Макрусева; Российская таможенная академия. Москва, 2013.
32. Макрусев В. В., Пчелинцев Н. В. Управление развитием таможенных органов России: монография / Российская таможенная академия. Москва, 2013.
33. Макрусев В. В., Любкина Е. О. Методические положения по оценке качества освоения магистерской программы // Вестник Университета (Государственный университет управления). 2013. № 6. С. 255—265.
34. Макрусев В. В. Теоретическая модель таможенного дела и задачи таможенного менеджмента // Вестник Московского государственного областного университета. Серия: Экономика. 2013. № 4. С. 77-81.
35. Макрусев В. В. Таможенный менеджмент: учебник / В. В. Макрусев. Санкт-Петербург, 2012.
36. Макрусев В. В., Зеркин Д. Г., Месяц М. А. Современные подходы к управлению деятельностью таможенных органов: монография / Российская таможенная академия. Москва, 2012.
37. Макрусев В. В., Волков В. Ф., Дмитриева О. А. Методы исследования в менеджменте: учебное пособие / под общ. ред. В. В. Макрусева; Российская таможенная академия. Москва, 2012.
38. Макрусев В. В. Управление институтом таможенного дела России на основе целостно-эволюционного подхода // Вестник Университета (Государственный университет управления). 2012. № 6. С. 53-61.
39. Макрусев В. В. Проблемы развития теории управления таможенным делом // Вестник Российской таможенной академии. 2012. № 2. С. 18-22.
40. Капитоненко В. В., Макрусев В. В., Евсеева П. В. Модельный анализ и решение задачи об оптимальном тарифе // Вестник Российской таможенной академии. 2012. № 2. С. 97-107.
41. Макрусев В. В. Государственные таможенные услуги: монография / В. В. Макрусев, А. В. Сафронов / Российская таможенная академия. Москва, 2011. (2-е изд.).
42. Черных В. А., Тимофеев В. Т., Андреев А. Ф., Бойкова М. В., Колобова И. Н., Дианова В. Ю., Барамзин С. В., Волков В. Ф. Управление таможенным делом: учебное пособие для студентов высших учебных заведений, обучающихся по специальности 080115 «Таможенное дело» / Под общей редакцией В. В. Макрусева, В. А. Черных. Санкт-Петербург, 2011.
43. Макрусев В. В., Месяц М. А. Интегративная модель управления таможенным делом России: основные направления и особенности формирования // Гуманитарные и социальные науки. 2011. № 4. С. 31-42.
44. Макрусев В. В., Дианова В. Ю. Маркетинг таможенных услуг: учебник / В. В. Макрусев, В. Ю. Дианова; Российская таможенная академия. Москва, 2010. (2-е издание, дополненное и переработанное).
45. Дианова В. Ю. Развитие таможенных институтов: монография / В. Ю. Дианова, В. В. Макрусев, О. В. Маркина / Российская таможенная академия. Москва, 2009.
46. Макрусев В. В., Дианова В. Ю. Таможенный менеджмент: учебное пособие / В. В. Макрусев, В. Ю. Дианова; Российская таможенная академия. Москва, 2009.
47. Макрусев В. В., Андреев А. Ф. Основы системного анализа в таможенном деле: курс лекций / В. В. Макрусев, А. Ф. Андреев; Российская таможенная академия. Москва, 2009.
48. Макрусев В. В., Тимофеев В. Т., Колобова И. Н., Барамзин С. В., Андреев А. Ф. Основы управления таможенными органами России: учебник; учебник для слушателей, обучающихся по программам дополнительного профессионального образования в области таможенного дела / В. В. Макрусев, В. Т. Тимофеев, И. Н. Колобова, С. В. Барамзин, А. Ф. Андреев; под общей редактор В. А. Черных; Российская таможенная академия. Москва, 2009.
49. Макрусев В. В. Основы системного анализа: учебник / Российская таможенная академия. Москва, 2009. (3-е издание).
50. Макрусев В. В., Сафронов А. В. Государственные таможенные услуги: монография / Российская таможенная академия. Москва, 2008.
51. Макрусев В. В., Дианова В. Ю., Маркина О. В. Управление развитием таможенных органов России на основе институционального подхода // Гуманитарные и социальные науки. 2008. № 2. С. 59-66.
52. Макрусев В. В., Дианова В. Ю., Маркина О. В. Вопросы теории и концепция развития таможенного дела в России // Учёные записки Санкт-Петербургского имени В. Б. Бобкова филиала Российской таможенной академии. 2008. № 1 (30). С. 7-21.
53. Макрусев В. В. Основы системного анализа: учебник: для студентов и слушателей высших учебных заведений / В. В. Макрусев / Российская таможенная академия. Москва, 2006. (Изд. 2-е, доп.).
54. Макрусев В. В., Пауков А. А., Истомин А. Г. Системный анализ и управление: учебное пособие / Российская таможенная академия. Москва, 2004.
55. Макрусев В. В. Основы системного анализа и управления в таможенном деле: учебник / В. В. Макрусев; Российская таможенная академия. Москва, 2003.
56. Макрусев В. В. Основы системного анализа таможенного дела: направления, проблемы, методология: монография / ГТК РФ, Российская таможенная академия. Москва, 2001.
57. Макрусев В. В. Введение в системный анализ деятельности таможенных органов России // В сборнике: Теория и методология таможенного дела. сборник научных трудов: в 2-х частях. Москва, 2001. С. 32-50.
58. Макрусев В. В. Парадигма и задачи регулирования внешнеэкономической деятельности: аспекты формализации // В сборнике: Теория и методология таможенного дела. сборник научных трудов: в 2-х частях. Москва, 2001. С. 51-69.
59. Юн А. Э., Макрусев В. В. Информационные технологии управления в таможенном деле: программно-технические решения // В сборнике: Исследование проблем таможенного дела. Сборник научных трудов адъюнктов и соискателей РТА. Москва, 1998. С. 213—218.
60. Макрусев В. В. Целостно-эволюционная автоматизация научных, проектных и экспериментальных исследований интеллектуальных информационно-вычислительных систем: автореферат диссертации на соискание ученой степени доктора физико-математических наук / Москва, 1997.
61. Букатова И. Л., Макрусев В. В. Целостно-эволюционная интеллектуализация и проблемы социальной информатики // В сборнике: Социальная информатика — 97. Сборник научных трудов. Москва, 1997. С. 41-46.
62. Букатова И. Л., Макрусев В. В. Когнитивная динамика: базовые понятия, основные задачи, схемы решения: препринт. М.: ИРЭ, 1995.
63. Букатова И. Л., Макрусев В. В. Когнитивно-продуктивная метатехнология: конструктивное описание: препринт. М.: ИРЭ, 1995.
64. Букатова И. Л., Макрусев В. В. Интеллектуализация глобальных информационно-вычислительных систем: основы, концепция, проблемы: препринт. М.: ИРЭ, 1994.
65. Букатова И. Л., Макрусев В. В. Когнитивные процессы эволюционирующих систем: препринт. М.: ИРЭ, 1994.